# Neuer Guanjiao-Tunnel
Der Neue Guanjiao-Tunnel (chinesisch 新关角隧道, Pinyin Xīn Guānjĭao Suìdào) ist ein Eisenbahntunnel der Lhasa-Bahn zwischen Xining und Golmud. Der in der Provinz Qinghai liegende Tunnel wurde 2014 eröffnet und ist mit einer Länge von 32.650 Metern der längste Eisenbahntunnel im chinesischen Eisenbahnnetz und einer der längsten Tunnel der Erde.

## Geschichte
Die vor seinem Bau verwendete, nördliche Umfahrung des Guanjiao-Berges überwindet eine 300 Meter hohe Steigung mit zahlreichen Serpentinen und Kehrschleifen. Die Fahrzeit betrug vier Stunden, zudem war die Strecke eingleisig, sodass der Zugverkehr aus der Gegenrichtung behindert wurde. Auf der Steilstrecke mussten vor jedem Zug drei Diesellokomotiven eingesetzt werden. Unterhalb des Gipfels befand sich der alte Guanjiao-Tunnel, der eine Länge von vier Kilometern hat.
Der Baubeginn des neuen Tunnels erfolgte im Jahr 2007, ursprünglich war die Fertigstellung für das Jahr 2012 geplant. Der Bau wurde in verschiedene Lose aufgeteilt, ein großer Teil der Arbeiten wurde von China Railway Construction durchgeführt. Beim Bau wurden sowohl Tunnelbohrmaschinen als auch Bohrungen und Sprengungen genutzt. Während der Bauzeit wurde ein durchschnittlicher Vortrieb von 420 Metern pro Monat erreicht. Am Bau waren auch diverse deutsche Maschinen beteiligt.
Schwierigkeiten bereitete vor allem die Lage der Baustelle in einer abgelegenen Region auf 3.380 Metern Höhe. Aufgrund des geringeren Luftdrucks wurden für die Arbeiter Sauerstoffgeräte zur Verfügung gestellt. Ebenfalls musste Rücksicht auf die tiefen Temperaturen, die im Jahresdurchschnitt unter 0 °C liegen, genommen werden. Am 15. April 2014 erfolgte der Tunneldurchstich.
Der neue Guanjiao-Tunnel verfügt über zwei eingleisige Röhren im Abstand von 40 Metern, die die Durchfahrt mit einer Geschwindigkeit von 160 km/h erlauben. Die Fahrzeit verkürzt sich durch den neuen Basistunnel auf 20 Minuten. Die Belüftung des Tunnels erfolgt durch natürliche Winde aus Richtung Golmud.